# Посудово
Посудово (бел. Пасудава) — упразднённая деревня, железнодорожная станция (на линии Овруч — Чернигов) в Комаринском сельсовете Брагинского района Гомельской области Беларуси.

## География

### Расположение
В 45 км на юг от Брагина, 164 км от Гомеля, на территории Полесского радиационно-экологического заповедника; 1 км от государственной границы с Украиной.

## Транспортная сеть
Транспортные связи по просёлочной, затем автомобильной дороге Комарин — Брагин. Планировка состоит из чуть изогнутой длительной улицы, близкой к меридиональной ориентации, на восток от которой проходить такой же ориентации меньшая по размеру улица. Застройка деревянными домами усадебного типа.

## История
Обнаруженное археологами городище раннего железного века (местное название Городок, 3-4 км на север от деревни, в урочище Куркова) свидетельствует про заселение этих мест с давних времён. По письменным источникам известна с XVIII века. После 2-го раздела Речи Посполитой (1793 год) в составе Российской империи. В 1811 году 2 деревни — Посудово Верхние и Посудово Нижние, которые позже объединились, владение Ракицких. В 1850 году владение Новиковского. Согласно переписи 1897 года в Савитской волости Речицкого повета Минской губернии; рядом находились 2 одноимённых фольварка.
С 8 декабря 1926 года по 30 декабря 1927 года центр Посудовского сельсовета Комаринского района Речицкого, с 9 июня 1927 года Гомельского округов.
Действовала начальная школа. После постройки в 1927 году железные дороги Чернигов — Овруч начала работать железнодорожная станция. В 1930 году организован колхоз «День коллективизации», имелись 2 ветряные мельницы и кузница.
Во время Великой Отечественной войны в бою за деревню в 1943 году отличились командир пулемётного расчета Е. Сихимов, наводчик орудия А. Г. Козлов и командир отделения И. А. Юсупов — всем им присвоено звание Героя Советского Союза).
В 1959 году входила в состав совхоза «Посудово» (центр — деревня Залесье).
20 августа 2008 года деревня упразднена.

## Население
После катастрофы на Чернобыльской АЭС и радиационного загрязнения жители (232 человека) переселены 5 мая 1986 года в чистые места.

### Численность
- 2010 год — жителей нет

### Динамика
- 1897 год — 51 двор, 315 жителей (согласно переписи)
- 1908 год — 79 дворов, 421 житель
- 1959 год — 642 жителя (согласно переписи)
- 1986 год — жители (232 жителя) переселены

## Достопримечательности
- Городище периода раннего железного века 1 –е тыс. до н.э., расположено в 2 км к северу от деревни, урочище Курково